# Eucereon aurantiaca
Eucereon aurantiaca là một loài bướm đêm thuộc phân họ Arctiinae, họ Erebidae.